# مارچ (آرکانزاس)
مارچ (به انگلیسی: Marche) یک منطقهٔ مسکونی در ایالات متحده آمریکا است که در شهرستان پلاسکی، آرکانزاس واقع شده‌است. مارچ ۸۱٫۹۹ متر بالاتر از سطح دریا واقع شده‌است.